# Szerb Gárda
Szerb Gárda (szerbül: Српска гарда/Srpska garda), a horvátországi háborúban aktív szerb félkatonai szervezet volt, megy szorosan kötődött a Szerb Megújhodási Mozgalomhoz (SPO). A gárda tagjainak 80 százaléka az SPO tagja volt. A félkatonai szervezetet az SPO tisztviselője, Vuk Drašković és felesége, Danica Drašković, valamint Đorđe Božović "Giška" és Branislav Matić "Beli" alapította.

## Története
1991. június 4-én alakult Đorđe Božović-Giška és Branislav Matić-Belog parancsnokságával. A gárda megalakításában játszott szerepéért Nebojša Pavković szerb tábornok Drašković bíróság elé állítását kérte. Az ellenzéki politikai nézetekhez való kötődése miatt az SKJ kormánya és a jugoszláv biztonsági szolgálatok soha nem rokonszenveztek a gárdával. Egyes források szerint mintegy 40 ezren léptek be a soraiba, de erről nincs megbízható adat, ez szám valószínűleg túlzó. A félkatonai egység kiképzőtábora a Bor-tó közelében volt Szerbiában. 1991. augusztus 4-én belgrádi háza előtt megölték a gárda egyik alapítóját és fő finanszírozóját Branislav Matić - Belit. A gyilkosokat soha nem találták meg. Alig egy nappal később sikertelen kísérlet történt Đorđe Božović - Giška letartóztatására a belgrádi Hotel Slavija szállodában. Kicsit később a szerb belügy közleményt adott ki, miszerint „rutinrendőrségi akcióról volt szó a bűnözés elleni küzdelemben”. A szerbiai rendőrség többször is megakadályozta, hogy a szerb gárda önkéntesei átkeljenek a Dunán, hogy Horvátországba menjenek.
1991. szeptember elején a Szerb Gárda alakulatai Horvátországba mentek, és azonnal bekapcsolódtak a hadműveletekbe. 1991 második felében és 1992 elején a gárda részt vett több háborús konfliktusban, Horvátországban és Bosznia-Hercegovinában. Részt vett a horvátországi Gospić városa melletti összecsapásokban. Az egyik első összecsapásban Gospić mellett 1991. szeptember 15-én az egység első parancsnoka Đorđe Božović - Giška elesett. Egyesek azt állítják, hogy Božović halála „baráti tűz” volt, amelyet a Krajinai Szerb Köztársaság kormánya okozott. Đorđe Božović-Giška temetésén elmondott beszédében Vuk Drašković úgy jellemezte a szerb gárdát, mint „leánylelkű, papi viselkedésű, Obilić-szívű hadsereget”.
Božović halála után az egységet Branislav Lainović "Dugi" vette át, aki nagyon gyorsan konfliktusba keveredett Vuk Draškovićtyal, és ugyanazon év decemberében társaival együtt távozott az egységtől. Az egység egyes elemei 1992 elején a bosznia-hercegovinai háborúban is részt vettek. A parancsnoki struktúra és az SPO vezetése közötti konfliktus, valamint a parancsnokság kollektív lemondása után az egység 1992 elején feloszlott. Tagjai visszatértek Szerbiába, vagy más félkatonai alakulatokhoz csatlakoztak.

## Jelentősebb tagok
- Đorđe Božović "Giška", szerb karrierbűnöző és a gárda alapító atyja, elesett a horvátországi háború idején.
- Branislav Matić "Beli" ("Fehér"), alapító atya és főfinanszírozó, nagy belgrádi autóroncstelepek tulajdonosa. 1991-ben a háza előtt lelőtték, feltehetően az 1980-as évek vége óta őt figyelő jugoszláv titkosszolgálat parancsára.
- Branislav Lainović "Dugi" ("Hosszú"), pályafutása alatt álló bűnöző és egykori kosárlabdázó. Božović halála után vette át az irányítást a gárda felett. A háború után Újvidékre költözött, ahol egy helyi bűnszövetkezet vezére lett. 2000-ben Belgrádban lőtték le a Zemun-klán tagjai az újvidéki területfelosztás miatt.
- Aleksandar Knežević "Knele", a belgrádi alvilág feltörekvő csillaga és a Voždovac-banda alvezére. 1992-ben egy Hyatt szállodai szobában gyilkolták meg, ekkor még csak 21 éves volt. Harcolt a Borói csatában.
- Vaso Pavićević "Pava", montenegrói szerb maffiózó és a "Radnički" bokszklub egykori bokszolója. 1996-ban lesből lőtték le a Paštrovska Gorán. 1991-ben Tényén ő irányította a gárda csapatait.
- Žarko Radulović "Đaro", montenegrói szerb pályakezdő bűnöző. 1997-ben lőtték le Brüsszelben.

## Fordítás
- Ez a szócikk részben vagy egészben  a   Serbian Guard című angol Wikipédia-szócikk ezen változatának fordításán alapul.  Az eredeti cikk szerkesztőit annak laptörténete sorolja fel. Ez a jelzés csupán a megfogalmazás eredetét és a szerzői jogokat jelzi, nem szolgál a cikkben szereplő információk forrásmegjelöléseként.
- Ez a szócikk részben vagy egészben  a(z)   Српска гарда című szerb Wikipédia-szócikk ezen változatának fordításán alapul.  Az eredeti cikk szerkesztőit annak laptörténete sorolja fel. Ez a jelzés csupán a megfogalmazás eredetét és a szerzői jogokat jelzi, nem szolgál a cikkben szereplő információk forrásmegjelöléseként.